# 히든 (2019년 드라마)
《히든》은 2019년 11월 29일에 방영한 《KBS 드라마 스페셜 2019》 시리즈 마지막인 열 번째 작품이다.

## 기획 의도
범법 소년이었던 학생 김건과 소년 범죄로 동료를 잃은 형사 한주경의 이야기로 '촉법 소년'이라는 사법 시스템의 허점과 양면성을 들여다보는 작품이다.

## 등장 인물

### 주요 인물
- 류현경 : 한주경(36세) 역 - 여성청소년과 소속 경찰
- 서동현 : 김건(14세/만13세) 역 (어린아이 최승훈)

### 주변 인물
- 오연아 : 공선주(36세) 역 - 화가, 김건의 어머니
- 유재상 : 이용현(14세/만13세) 역 - 김건의 어린시절 친구
- 양대혁 : 송재호(31세) 역 - 주경의 동료 후배
- 최대훈 : 김현 역 - 대학 법학과 교수, 김건의 아버지이자 공선주의 전남편

### 그 외 인물
- 박시완 : 차 사고 내는 아이 역

## 참고 사항
- 이호 감독은 《2019 KBS 드라마 스페셜》에서 《집우집주》와 《히든》 두 편을 연출했다.
- SBS가 야심차게 기획한 금토드라마 '스토브리그'가 당초 11월 29일에 방송할 예정이었지만, SBS 창사특집 다큐멘터리 프로그램 편성 관계로 본방송 시점을 12월 13일로 최종 확정됨에 따라, 수 많은 시청자들의 심금을 울리기 위한 무거운 주제 의식을 갖춘 소재로 촉법 소년이라는 사법 시스템의 문제점을 지적한 단막극으로 배경에 관심을 모았다.